# 和歌山縣立海南高等學校
和歌山縣立海南高等學校是位於日本和歌山縣海南市大野中地區的公立高等學校。
其棒球部過去在1930年代至1950年代曾是和歌山縣的常勝軍，在那時期多次被選入選拔高等學校棒球大會，至今已累積被選入超過十次。

## 歷史
學校的前身為1922年成立的舊制中學校「和歌山縣立海南中學校」，1948年配合日本的學制改革成為「和歌山縣立海南高等學校」，1954年至2013年期間曾在現在的下津町設立下津分校
2008年位於紀美野町的和歌山縣立大成高等學校被併入本校，並成為大成校舎，而原本大成高等學校的美里分校也隨之改隸屬本校。